# 아이포토
아이포토(iPhoto)는 OS X 환경에서 사진을 효율적으로 관리할 수 있게 만들어주는 응용 소프트웨어이다. 아이라이프 제품군의 일부이며, 새로 나오는 모든 Mac 컴퓨터에 포함되어 있다. 아이포토는 디지털 사진을 가져오고, 정리하고, 편집하고, 인쇄하고, 공유할 수 있다. 구글사의 피카사와 어도비사의 포토샵 앨범과 비슷하다. iOS8에서는 사진앱으로 통합되었다

## 내용
아이포토는 디지털 카메라, 이미지 스캐너, 사진 CD, 인터넷으로부터 사진을 쉽게 가져올 수 있도록 만들어져 있다. 거의 모든 디지털 카메라는 스캐너와 비슷하게 추가 소프트웨어 없이 동작한다. 아이포토는 대부분의 일반 이미지 파일 형식을 지원한다.
사진을 가져오면, 이 사진에 제목을 붙이고 한 그룹(이벤트라고 부름)에 정리하고 정렬할 수 있다. 각 사진은 적목 필터, 대비/밝기 조절, 잘라내고 크기 조절과 같은 기본 사진 도구를 사용하여 편집할 수 있다. 그러나 아이포토는 김프, 애플사의 애퍼처, 어도비사의 포토샵과 같은 프로그램 수준의 편집 기능을 제공하지는 않는다.

## 버전 역사
- 아이포토: 2002년 1월 7일 출시, 애플 웹사이트에서 무료로 내려받을 수 있다.
- 아이포토 2: 2003년 1월 7일 출시, 아이라이프의 일부로 구입하거나 무료로 내려 받을 수 있다.
- 아이포토 4: 2004년 1월 6일 출시, 아이라이프 '04를 별도로 구매하거나 새로운 맥 컴퓨터 구입하면 사용할 수 있다.
- 아이포토 5: 2005년 1월 11일 출시, 아이라이프 '05를 별도로 구매하거나 새로운 맥 컴퓨터 구입하면 사용할 수 있다.
- 아이포토 6: 2006년 1월 10일 출시, 아이라이프 '06를 별도로 구매하거나 새로운 맥 컴퓨터 구입하면 사용할 수 있다.
- 아이포토 7: 2007년 8월 7일 출시, 아이라이프 '08를 별도로 구매하거나 새로운 맥 컴퓨터 구입하면 사용할 수 있다.
- 아이포토 8 (아이라이프 '09): 2009년 1월 7일
- 아이포토 9 (아이라이프 '11): 2010년 10월 20일

## 같이 보기
- 아이라이프
- 디지털 사진